# Jordanisca tenuisaria
Jordanisca tenuisaria là một loài bướm đêm trong họ Geometridae.